# Пеньяранда, Адальберто
Адальберто (Альберто) Пеньяранда Маэстре (исп. Adalberto Peñaranda Maestre; род. 31 мая 1997, Эль-Вихия, штат Мерида, Венесуэла) — венесуэльский футболист, нападающий боснийского клуба «Сараево». Игрок сборной Венесуэлы.

## Клубная карьера
Пеньяранда начал карьеру в клубе «Депортиво Ла Гуайра». 12 августа 2013 года в матче против «Депортиво Тачира» он дебютировал в венесуэльской Примере. 23 февраля 2014 года в поединке против «Каракаса» Адальберто забил свой первый гол за «Депортиво Ла Гуайра». В том же сезоне он стал обладателем Кубка Венесуэлы.
Летом 2015 года Пеньяранда перешёл в итальянский «Удинезе», но сразу же был отдан в аренду в испанскую «Гранаду». 22 ноября в матче против «Атлетик Бильбао» он дебютировал в Ла Лиге. 12 декабря в поединке против «Леванте» Адальберто сделал «дубль», забив свои первые голы за «Гранаду».
В начале 2016 года он перешёл в английский «Уотфорд», но остался в аренде в «Гранаде». Летом Адальберто на правах аренды вернулся в «Удинезе». 20 августа в матче против «Ромы» Пеньяранда дебютировал в итальянской Серии A, заменив во втором тайме Родриго Де Пауля.
В январе 2017 года Адальберто перешёл на правах аренды в «Малагу». 16 января в матче против «Реал Сосьедад» он дебютировал за новый клуб.

## Международная карьера
В 2013 году в составе юношеской сборной Венесуэлы Пеньяранда завоевал серебряные медали юношеского чемпионата Южной Америки в Аргентине. На турнире он сыграл в матчах против команд Колумбии и Парагвая.
В начале 2015 года Адальберто в составе молодёжной сборной Венесуэлы принял участие в молодёжном чемпионате Южной Америки в Уругвае. На турнире он сыграл в матчах против команд Чили, Уругвая и Колумбии.
25 марта 2016 года в отборочном матче чемпионата мира 2018 против сборной Перу Пеньяранда дебютировал за сборную Венесуэлы.
В 2016 году Адальберто принял участие в Кубке Америки в США. На турнире он сыграл в матчах против команд Ямайки, Уругвая и Мексики.
В 2017 году Пеньяранда принял участие в молодёжном чемпионате мира в Южной Корее. На турнире он сыграл в матчах против команд Германии, Вануату, Мексики, Японии, США, Уругвая и Англии. В поединках против вануатцев и американцев забил по голу.

## Достижения
Командные
 «Депортиво Ла Гуайра»
- Обладатель Кубка Венесуэлы — 2014